# 花輪台貝塚
花輪台貝塚（はなわだいかいづか）は、茨城県北相馬郡利根町早尾にある縄文時代早期の貝塚および集落の遺跡。利根町指定史跡に指定されている。

## 概要
竪穴建物や縄文時代をはじめ、石器や骨製品、早期の土偶などが出土している。花輪台式土器で知られる。日本最古ともいわれたヴィーナス型の土偶（手足頭のない女性裸像）が出土しており「花輪台のヴィーナス」という愛称がある。